# 角福戦争
| 田中角栄 |  | 福田赳夫 |
| 田中角栄 |  | 福田赳夫 |

角福戦争（かくふくせんそう・かっぷくせんそう）とは、田中角栄と福田赳夫によって日本の政治の長期に亘った激しい政争・権力闘争を戦争に例えて呼んだもの。

## 概要
1970年頃から、竹下登が内閣総理大臣に就任する1987年（昭和62年）まで続いた。
「（旧制高等）小学校卒」をアピールして党人色が強かった田中と、一高-東大-大蔵省とエリート街道を歩んで官僚色が強かった福田は、お互いの（及びそれぞれの支持層の）出身階層の違いによるある意味で擬似階級闘争の様相を呈していたことの表れとも表現できる。
なお田中と福田は過去にそれぞれ炭鉱国管疑獄や昭和電工事件といった疑獄事件で逮捕、訴追された過去があるという共通点が存在する（これらの事件では田中と福田の両者とも無罪が確定している）。
過去戦後政治史において吉田茂と鳩山一郎、池田勇人と佐藤栄作の政争はあったが、「戦争」とまで形容されることはなかった。
また、財政では田中が日本列島改造論を掲げ、積極財政による高度経済成長路線の拡大を訴えたのに対し、福田は均衡財政志向の安定経済成長論を唱えている。外交（中国問題）では田中は親中派として台湾と断交してでも中華人民共和国との日中国交回復を急いだのに対し、親台派の福田は台湾とのバランスを重視した慎重路線を打ち出すなど正反対のスタンスであった。自民党内でも反田中・反福田の議員が各々存在した。

## 第一次角福戦争
ポスト佐藤栄作総裁選（1970〜1972）田中 対 福田
池田総理から禅譲されて長期安定政権を築いた佐藤も3期6年を経た頃になると、次期総裁選に出馬せず、兄岸信介の派閥を引き継いでいた福田赳夫に政権を譲ることを考え始める。他方、長期政権のうちに自らの政権で要職を歴任した自派閥代貸しである田中角栄も総裁を狙える力をつけていた。しかし田中は公明党からの依頼で自民党の幹事長の立場を利用して言論出版妨害事件の事態収拾に動いたことが発覚し苦しい立場にいた。
福田への禅譲を阻止したかった田中は副総裁で反福田派の川島正次郎と組み沖縄の本土復帰は佐藤内閣で行うべきとの考えを示し佐藤の4選ムードを盛り上げた。佐藤は総裁選に出馬し4選を果たすが、佐藤は党内人事を変更しなかったため、川島・田中の完璧な思惑通りにはいかなかった。しかしその間に田中は多数派工作を着々と進めてゆく。また1971年の改造内閣では通産大臣として入閣し、長年の課題であった日米繊維交渉を強引に妥結させるなど実績もあげていった。福田側は佐藤の田中への説得と禅譲を頼みにしたが、総裁4期目に入った佐藤には後継指名の力は残っておらず、田中が佐藤派の3分の2を握り田中派を立ち上げ力をつけてゆく中で、為す術もなかった。
1972年6月19日、佐藤は自民党総務会にて「現在の党内情勢では候補者を一本にしぼるわけにはいかず「君子の争い」で戦ってほしい」と述べ、角福調整を行う意向のないことを示唆した。
総裁選直前に佐藤は田中と福田を前に2位になったものが1位に投票することを要請し、2人もこれを受けたが後に反故になった。
当初形勢は互角とみられていたが、直前になってキャスティング・ボートを握っていた中曽根派が田中派の支持へ回ることを表明し田中が優位に立った。
総裁選には田中、福田、大平、三木の4人が出馬し各々156、150、101、69ずつの票をえて田中と福田の決選投票になり田中282、福田190で田中が佐藤の後継となった。出馬しなかった中曽根康弘にはこの時7億円の資金が田中から流れたと言われている。

当時のニュース映像に、福田の地元で選挙を見守っていた福田の母親が（同じ群馬県高崎市民でありながら田中についた中曽根に対して）「中曽根が憎い…」と嗚咽しながら語るシーンが収められた。その後福田と中曽根の選挙区内の抗争も選挙の度に熾烈を極めた。実際、以後の総選挙で中曽根が福田の得票を上回ることは無かった。また当時佐藤派に所属していた小渕恵三も総裁選で田中に投票したため福田の支援者から猛烈な反発や批判を受け総選挙では史上最少得票で当選。
金融界のフィクサーであった大橋薫は、生前「自分が病気で入院していたために福田が負けた」と漏らしている。

## 角福休戦期
- 三木おろし（1975[3]） - 田中・福田・大平対三木・中曽根の構図となった。
- 三木内閣（1974〜1976）　田中・福田・大平 対 三木・中曽根

オイルショック後の経済収拾のために田中は福田を蔵相に起用したが、1974年7月の第10回参議院議員通常選挙での、企業ぐるみ選挙等、田中内閣の金権的体質を批判し、福田は三木武夫とともに閣僚を辞任した。同年、田中辞任を受けての椎名裁定で三木武夫が後継首相になると、福田は三木を支持し、副総理・経済企画庁長官として入閣する。しかし、1976年のロッキード事件への対応を巡って福田は三木と対立し、閣外に去り、反三木という一点で田中・福田・大平は協調するに至る。
1976年の三木退陣後には、福田と大平の「大福連合」を基軸とする福田政権が福田首相・大平幹事長体制で運営される。従来からの大平と田中の盟友関係も維持されたため、この時期は大福角の三者が主流派を形成していた。

## 第二次角福戦争（第一次大福戦争）
ポスト福田赳夫総裁選(1978）大平正芳 対 福田
福田政権は長期政権とせずに大平に政権を譲るという了解のもとで発足したが、「福田は1期のみ務めて大平に譲る」（大福密約）ことを大平側が要求する一方、福田は「再選し2期目の半ばで大平に譲る」ことを主張した。内閣改造およびそれに伴う党役員入れ替えでは、中曽根康弘が総務会長につけられるなど、旧三木政権に連なる非主流派が配慮される。一方で、田中派には経済関係閣僚が割り当てられず、主流派というには冷遇された形となった。福田は総裁再選を期して衆議院解散を目論むが大角がこれに反対し、中曽根総務会長が大平幹事長の談話と相反する談話を繰り返すなど、政権内の不和が目立つようになった。結果として大福は決裂し総理総裁の座は1978年自民党総裁予備選挙で争われることになった。
ロッキード事件と大福提携で雌伏を余儀なくされていた田中派は全面的に大平の支援に回り、当時党全国組織委員長を務めていた竹下登が門外不出のはずの党員党友名簿を持ち出し、それを基に後藤田正晴が田中派の議員秘書を総動員して戸別訪問や電話攻勢等をするローラー作戦を展開。
当初の世論調査では現職の福田が予備選挙で圧倒的に有利とされており、また福田が派閥解消を主唱していた手前もあって、福田派の動きは大平陣営と対照的に鈍かった。一方で本選挙で投票する国会議員については予断を許さない状況のため、福田は「予備選で負けた候補は本選挙を辞退すべきだ」と発言していた。しかし予備選挙の結果は大平748点に対し福田638点と大平の大差での勝利となった。
福田派は、派閥単位の選挙を自重した自分達に対して田中派がなりふり構わず派閥選挙を仕掛けたとして激昂し、森喜朗や小泉純一郎などが本選挙に打って出るべきと要求する。しかし、予備選で大勝し勢いに乗る大平に対しては本選挙でも勝ち目は無く、前言を覆して本選に打って出て負ければ体面が立たないと安倍晋太郎が辞退を主張する。結局、福田は「天の声にも変な声がある」「敗軍の将、兵を語らず」との台詞を残して本選挙を辞退した。同年12月7日第1次大平内閣が成立し福田は反主流派に転落した。
大平は親台湾派であった福田が日中国交正常化以後、親中派へと態度を変えたことに元々親中派であった自分の居場所が無くなるという危機感を持っていたという。
田中はローラー作戦を展開する前から現職の福田が圧倒的に有利とされていた下馬評の流れではなくすでに大平が20～30ほど優勢であるとの認識を持っていたという。

## 第三次角福戦争（第二次大福戦争）
大平・田中　対　福田・三木・中曽根
大平政権下の1979年の衆院選で自民党は議席を減らしたため反主流派の福田派・三木派・中曽根派は大平の退陣を要求し、これが拒まれたことで反主流派は首班指名で福田に投票する事態となる（四十日抗争）。このときは大平が指名され第2次大平内閣が発足したものの、対立は翌1980年にも尾を引き、野党提出の内閣不信任決議案の採決時に反主流派が欠席したため、不信任決議が可決されハプニング解散に到る。

## 田中支配の確立
鈴木内閣（1980〜1982）
ハプニング解散後の総選挙の期間中、大平は急死してしまう。「大平総理の弔い合戦」というこれまでに無い党内の士気の高まりと有権者の大平への同情票の流れもあり自民党は大勝する。
大平への同情ムードの余韻の中で福田派をはじめとする反主流派の口幅は小さく、旧大平派の田中六助が「本籍地田中派現住所大平派」ともいわれた鈴木善幸を総理後継に周旋し、これに岸信介が応じたため福田派としても鈴木後継を容認することとなった（経緯）。
鈴木の総理就任で田中の支配体制は強まりキングメーカーとして政界に大きな影響力を持つことになったが、鈴木は「和の政治」をスローガンに掲げて就任したこともあり、鈴木政権下では福田派が際立って冷遇されることもなく、派閥レベルでの対立は沈静化している。

## 福田、最後の反撃
ポスト鈴木善幸総裁選（1982）田中・中曽根　対　福田
1982年10月、再選確実と見られていた鈴木は退陣を表明（中曽根康弘は鈴木に退陣を匂わされ準備をしていたという）。鈴木派所属だが角栄とそりの合わない宮澤喜一への後継指名を福田が鈴木に提案するが、鈴木はこれを拒否する。総裁選を1週間中断して行われた話し合いによる調整はうまくいかず結局後継総裁は総裁選で行われることになった（1982年総裁選）。
中曽根康弘、河本敏夫、安倍晋太郎、中川一郎の4名が立候補したが、福田派が擁立した安倍は予備選得票率8.28%に終わり存在感を示せず、田中、鈴木、中曽根3派の支持と党員の過半数の支持を受けた中曽根総理が誕生した。
二階堂擁立構想（1984）田中・中曽根VS福田・鈴木・三木
「田中曽根内閣」と呼ばれるほどの偏重人事に鈴木派は次第に不満を募らせていき、遂には福田、三木そして野党までも巻き込んで田中派会長の二階堂進を担ぐ倒閣運動に発展していく。
結果は失敗したが党長老たちの力は弱まり、急速な世代交代が進行してその後の田中支配の終焉の遠因になる。

## 経世会の誕生と田中支配の終焉
1985年2月7日、自民党を離党しながらも派閥領袖として影響力をもち続ける田中角栄に竹下登・金丸信らが反旗を翻して「創政会（そうせいかい）」を結成。田中は過度の飲酒がたたり、それから間もない2月27日に脳梗塞で倒れる。
対立軸を失った福田、三木が次第に影響力を失う中、1987年7月4日、竹下ら113人の議員は田中派から正式に独立して、「経世会（けいせいかい）」を結成した。この年、中曽根が総裁選不出馬を決定。田中は総裁選で二階堂を全面的に支援しようとしたが、田中派のほとんどの議員が経世会に参加したため二階堂を支援したのはわずか十数人であった。結果、二階堂は出馬を見送り竹下登・安倍晋太郎・宮澤喜一の3候補者による争いは中曽根裁定により竹下が総裁に就任した。
翌1988年には三木が死去した。その後田中派・福田派はそれぞれの後継領袖である竹下登と安倍晋太郎が盟友関係にあったことから協調路線に入っていった。

## 角福戦争後
1990年代になると田中・福田の両者が死去したこともあり、安竹協調路線はそれぞれの領袖が代替わりする中でも続いた。1998年竹下元首相の在職40年パーティでも当時の森喜朗幹事長が「願わくはもうひとり首相を育ててほしい」と自らを売り込むほどだった。
しかし、2001年に小泉純一郎が総理になると、自らが「経世会（現平成研究会）の支援を受けずに就任した初めての総理」と公言するとおり反経世会姿勢を進め、反発する野中広務らを抵抗勢力と位置づけ対立し、当事者を変えた遺恨試合として報道された。
また、小泉内閣の外交問題において田中真紀子外務大臣（田中角栄の長女）と福田康夫内閣官房長官（福田赳夫の長男）が対立していたことを角福戦争と形容することがあるが、双方とも派閥の領袖ではないことから派閥抗争とは別の次元の話である。
2007年9月、福田康夫が内閣総理大臣に就任すると、福田と、最大野党・民主党の党首小沢一郎の対決の構図が明確になった。これを、福田赳夫の長男である康夫と、田中角栄の「愛弟子」である小沢による角福戦争の再来として報道するマスコミもみられた。
2012年12月、第46回衆議院議員総選挙にて安倍晋太郎の息子安倍晋三率いる野党へと転落した自民党が大勝した。しかし角栄の「愛弟子」であった小沢が属した日本未来の党は大敗し小選挙区では当選したのは小沢と国民新党を離党して合流した亀井静香のみであった。また角栄の娘の田中眞紀子も落選した。これにより一部のマスコミでは角福戦争に決着がついたとの見方がされた。